# بيير جيرارد (متسابق يخت)
بيير جيرارد هو متسابق يخت سويسري، ولد في 1926 في جنيف في سويسرا.

## وصلات خارجية
- بيير جيرارد على موقع الاتحاد الدولي للملاحة الشراعية (موقع قديم) (الإنجليزية)
- بيير جيرارد على موقع اللجنة الأولمبية الدولية (الإنجليزية)
- بيير جيرارد على موقع أوليمبيديا (الإنجليزية)